# Свято-Дмитріївський жіночий монастир
Свято-дмитрівський жіночий монастир — культова споруда у м. Чадир-Лунга.